# 유수프 디케치
유수프 디케치(튀르키예어: Yusuf Dikeç, 1973년 1월 1일~)는 튀르키예의 사격 선수로 주 종목은 권총이다. 튀르키예 국가헌병대 부사관을 지냈으며 2001년부터 사격 선수로 활동했다. 그는 올림픽에 5회 참가했으며 2024년 하계 올림픽 10m 공기권총 혼성 단체 종목에서 은메달을 획득했다. 또한 2024년 올림픽 당시 최소한의 사격 장비와 격식을 차리지 않은 복장으로 경기에 임하여 인터넷에서 화제가 되었다.